# Stomphastis
Stomphastis is een geslacht van vlinders uit de familie mineermotten (Gracillariidae).
Het geslacht omvat volgende soorten:
- Stomphastis adesa Triberti, 1988
- Stomphastis aphrocyma (Meyrick, 1918)
- Stomphastis cardamitis (Meyrick, 1921)
- Stomphastis chalybacma (Meyrick, 1908)
- Stomphastis conflua (Meyrick, 1914)
- Stomphastis crotoniphila Vári, 1961
- Stomphastis crotonis Vári, 1961
- Stomphastis dodonaeae Vári, 1961
- Stomphastis eugrapta Vári, 1961
- Stomphastis heringi Vári, 1963
- Stomphastis horrens (Meyrick, 1932)
- Stomphastis labyrinthica (Meyrick, 1918)
- Stomphastis mixograpta Vári, 1961
- Stomphastis polygoni Vári, 1961
- Stomphastis rorkei Vári, 1961
- Stomphastis thraustica (Meyrick, 1908)
- Stomphastis tremina Vári, 1961